# 足尾銅山馬車鉄道
足尾銅山馬車鉄道（あしおどうざんばしゃてつどう）は、足尾銅山周辺に敷設されていた軌間610 mmの鉄道で、足尾銅山で使用する資材や銅山で働く人々とその家族、生活用品の輸送を担っていた明治期の開業時の動力は馬、大正末期にガソリン機関車に変わる。臼井茂信は1934年（昭和9年）9月20日に本鉄道を訪れているが、当時発行されていた『鉄道軌道一覧』には本鉄道は掲載されていなかったという。

## 路線

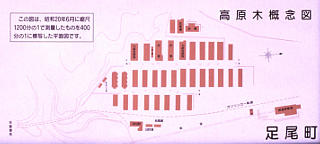
本鉄道高原木とその周辺の鉱山住宅の概念図（1999年4月15日）

- 足尾銅山（あしおどうざん）- 足尾（あしお）[2]
  - 電化区間は、足尾銅山 - 古河橋（ふるかわばし）間のみ[2]。
- 足尾 - 高原木（こうばらぎ）[2][7]
- 足尾 - 切幹（きりむき）[2]
- 切幹 - 小瀧（こだき）[2]
- 切幹 - 沢入（そうり）[2]

## 歴史

### 沿革
1895年（明治28年）9月に開業。1925年（大正14年）にガソリン機関車を導入し、動力が馬からガソリン機関車に変わる。小瀧（小滝）- 赤倉（あかくら）間の約20 kmの「トロ道」と呼ばれた区間を10 - 15 km/hで走る。この区間の列車本数は1日15本。ガソリン機関車が客車を牽引して走り、「ガソリンカー」とも、また、時間が正確なことから「定時」、機関車の外観から「ひょっとこ」とも呼ばれて親しまれた。1953年（昭和28年）に輸送手段がトラックやバスに取って変わり、本鉄道は廃線となる。

### 年表
- 1895年（明治28年）9月 - 開通[2]。
- 1925年（大正14年）- ガソリン機関車を導入[8]。
- 1953年（昭和28年）- 廃止[1][8]。

## 車輛・動力

### 馬
明治期の開業時から大正末期のガソリン機関車入線まで、馬が車輛を牽引し、物資や旅客を輸送した（→写真）。

### 機関車
ガソリン機関車
1925年（大正14年）に、本鉄道の工作課で製造したフォード製水冷直列4気筒ガソリンエンジン搭載のL形2軸機関車である（→写真）。本機関車の入線により、本鉄道の動力が馬からガソリン機関車へ変わる。在籍両数は不明。
 No. 10
臼井茂信が1934年（昭和9年）9月20日にNo.10を撮影している。撮影地は国鉄足尾線の足尾鉄橋付近の河原で、停留所らしいのだが、標識等はなにもなかったという。臼井によると、本機のラジエーターには目立つ損傷があったが、フレームは新しそうであったという。

### 客車
車番不明
製造年不明。定員14 - 15人、車重3 t、車長5,000 mm、幅2,000 mm。
No. 22
「大正15年8月からガソリンカー」には本客車がガソリン機関車に牽引されて走る写真が掲載されている（→写真）。車体側面のドア・窓配置は「D5」。
No. 25
臼井茂信が1934年（昭和9年）9月20日にガソリン機関車No.10に連結された本客車を撮影している。車体側面のドア・窓配置は「D5」。ドアの窓は丸窓である。妻面にも丸窓が1つある。

### トロッコ
開業時（明治期）のトロッコ
煽り戸のない台車のようなトロッコ（→写真）。

### 復元車輛
ガソリン機関車
前節のガソリン機関車が復元され、足尾歴史館の野外展示場の「足尾ガソリン軌道・歴史線」で復活した（→写真・動画）。この復元ガソリン機関車は、足尾歴史館館長（父がガソリン機関車の運転責任者）と自動車修理工場経営者らがアメリカからボンネットやエンジンなどを入手して製作した。全長 2,260 mm、全幅 1,240 mm、高さ 2,100 mm。2009年（平成21年）8月8日（土）と9日（日）の2日間、トロッコを牽引し、乗客を乗せて走った。フォード製エンジンは約70年前のもので、排気量3,285 cc、出力40 PS。このエンジンを見つけ出すまでに1年以上の歳月を要した。車体は鉄道雑誌『レイルマガジン』編集長の名取紀之が所蔵する同形機の図面を基に製作し、カラーリングも黒として当時を再現した。製作は2007年（平成19年）から開始し、日光市から補助金333万円が給付された。この2日間の催しでは加藤製作所製4 t機も走った。同歴史館では毎月第1土曜日にこの復元ガソリン機関車を走らせる。

## 鉄道模型
ワールド工芸からガソリン機関車の鉄道模型が発売された。スケールはHOナロー（→写真）。

## 関連文献
- 宮田憲誠「（16）足尾馬車鉄道」『遠い日の鉄道風景 - 明治のある日 人車や馬車鉄道が走り始めた』径草社、2001年12月8日、pp. 64-67頁。- 馬車鉄道時代の写真が掲載されている。
- 村上安正『足尾に生きたひとびと - 語りつぐ民衆の歴史』（第1刷）随想舎、1990年5月10日。ISBN 9784938640149。 - 4ページと5ページに本鉄道が営業していた大正前期の足尾銅山周辺の地図が掲載されており、本鉄道を利用した人々が住む鉱山住宅の位置が記されている。
- 足尾AV企画センター（編）『目で見る足尾の百年』 第5集 大正11年 - 昭和30年、足尾AV企画センター、1989年8月。- 本鉄道の列車の写真が掲載されている。